# Józef Cichecki
Józef Cichecki (ur. 11 listopada 1888 w Łagiewnikach k. Wielunia, zm. 7 listopada 1953) – polski działacz społeczny i samorządowy, burmistrz Pruszkowa i Wołomina.

## Życiorys

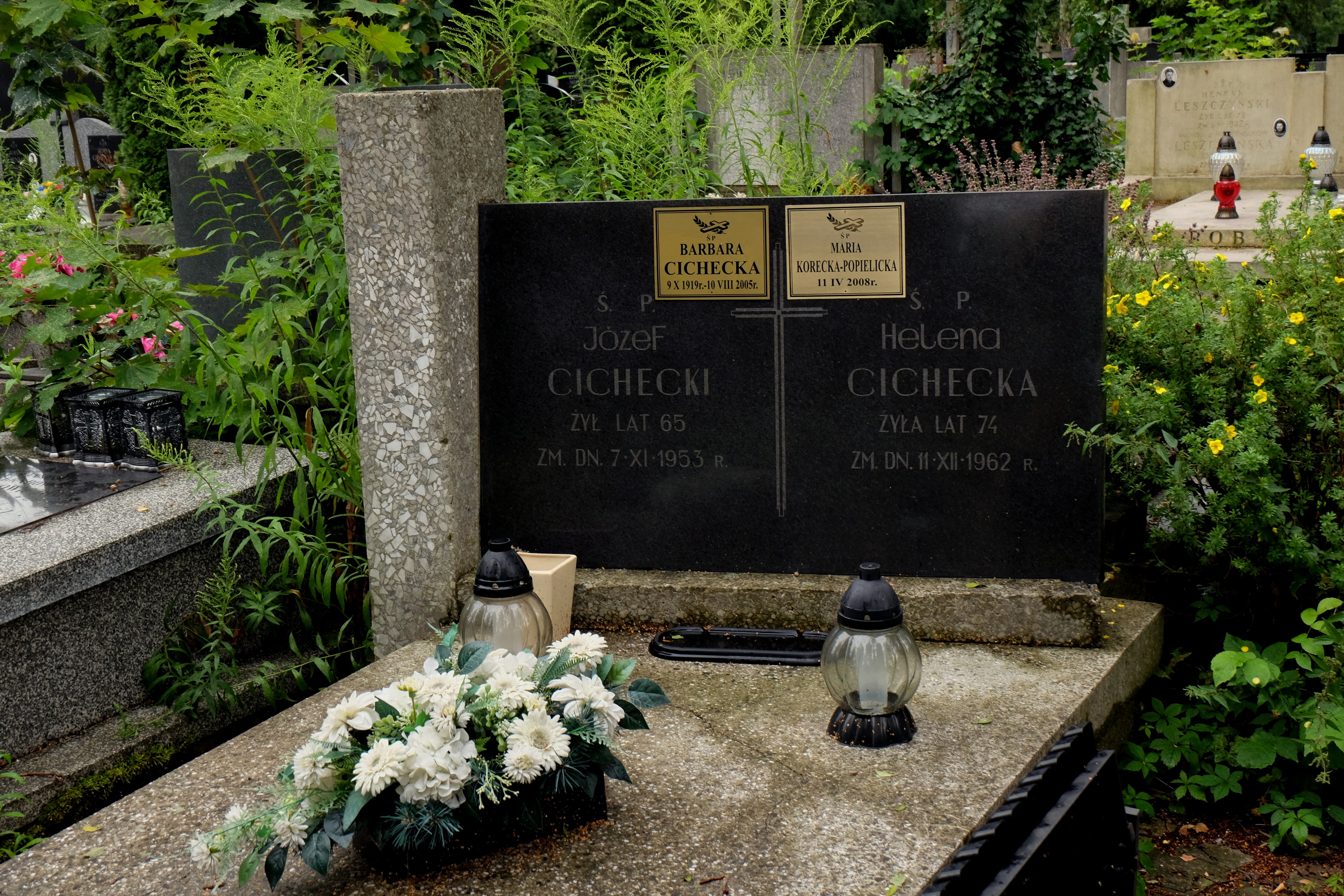
Grób Józefa Cicheckiego na cmentarzu parafialnym w Pruszkowie

Syn leśniczego Antoniego Cicheckiego i jego żony Rozalii. Do szkoły powszechnej i gimnazjum uczęszczał we Włocławku, a następnie wyjechał do Niemiec, ukończył Studium Samorządu Terytorialnego w Lipsku. Od początku 1913 do 31 marca 1919 pełnił funkcję sekretarza gminy Bródno, a następnie został skierowany do pracy na stanowisku burmistrza Pruszkowa, urząd objął 1 kwietnia 1919.

### Burmistrz Pruszkowa
Pruszków był młodym miastem, w którym dużą część mieszkańców stanowiły rodziny robotnicze, powszechnym zjawiskiem było bezrobocie, towarzysząca mu bieda i alkoholizm. W celu zwalczania patologii wprowadził jako pierwszy burmistrz w kraju prohibicję tj. zakaz sprzedaży alkoholu w sklepach na terenie Pruszkowa. W ramach walki z bezrobociem zainicjował powstanie miejskiej betoniarni produkującej krawężniki, trylinkę i płyty chodnikowe, których używano do budowy ulic i chodników. Podczas ponad piętnastu lat pracy Józef Cichecki doprowadził do rozwoju oświaty, służby zdrowia oraz życia kulturalnego, zainicjował powstanie parku Anielin.
Mieszkając i pracując w Pruszkowie działał w organizacjach i ruchach społecznych, przewodniczył Towarzystwu Przyjaciół Harcerstwa oraz Komitetowi Budowy Kościoła Parafialnego pw. Św. Kazimierza, należał do zarządów Ochotniczej Straży Pożarnej i Koła Cyklistów. W latach 1915–1920 był członkiem Zarządu Zrzeszenia Pracowników Miejskich, od 1924 do 1927 uczestniczył w pracach Związku Miast Polskich, ponadto działał w Polskiej Macierzy Szkolnej.

### Burmistrz Wołomina
1 listopada 1934 został powołany na stanowisko burmistrza Wołomina, który był miastem zaniedbanych i pozbawionym inwestycji. Posiłkując się doświadczeniem zdobytym w Pruszkowie doprowadził do rozbudowy infrastruktury miejskiej, budowy dwóch budynków szkolnych i elektrowni miejskiej. Powstała betoniarnia miejska produkująca elementy do budowy dróg, która wpłynęła na zmniejszenie liczby bezrobotnych. Po wybuchu II wojny światowej poparł utworzenie szpitala polowego w budynku szkolnym, po zajęciu miasta przez hitlerowców utrzymał stanowisko. Aby uniknąć współpracy z Niemcami przy likwidacji wołomińskiego getta w 1942 porzucił stanowisko, opuścił miasto i ukrywał się. 26 stycznia 1943 został zdradzony przez sąsiada, aresztowany. Przebywał w więzieniach na Rakowieckiej i na Pawiaku. Został początkowo oskarżony o działalność sabotażową, ale dzięki środkom finansowym zebranym przez dowództwo obwodu Rajski Ptak Armii Krajowej, które posłużyły do opłacenia wpływowego niemieckiego adwokata zmieniono kwalifikację na przestępstwo gospodarczo-kryminalne, wyrok wynosił osiem miesięcy więzienia. Sąd zaliczył w poczet odbywania kary czas pozostawania w areszcie. Po wyjściu z więzienia powrócił do Wołomina, w celach zarobkowych otworzył w Warszawie sklep papierniczy, w którym mieścił się zakonspirowany magazyn broni, odbywały się spotkania Kedywu oraz przygotowywano papier służący do druku biuletynu informacyjnego wydawanego przez radzymiński obwód Rajski Ptak AK. We wrześniu 1944 znalazł się wraz z innymi mieszkańcami Wołomina w obozie przejściowym Dulag 121 Pruszków, ze względu na stan zdrowia udało się zwolnić go i do końca II wojny światowej mieszkał w Pruszkowie. W lutym 1945 powrócił do Wołomina i podjął pracę na stanowisku intendenta w szpitalu powiatowym, po ośmiu miesiącach przeszedł do wydziału handlu w Urzędzie Wojewódzkim w Warszawie. Powrócił z żoną do Pruszkowa, gdzie zamieszkiwał przy ul. Parkowej 10 m 1. W kwietniu 1953 przeszedł na emeryturę, podjął wówczas pracę w Wojewódzkiej Centrali Aptek, wkrótce ciężko zachorował i zmarł 7 listopada 1953. Spoczywa na cmentarzu w Pruszkowie. W jego pogrzebie uczestniczyła rzesza mieszkańców Pruszkowa; mszy pogrzebowej przewodniczył i kazanie w stylu sienkiewiczowskich elegii wygłosił ówczesny proboszcz parafii Św. Kazimierza oraz przyjaciel Józefa Cicheckiego – ksiądz Prałat Tyszka.

## Odznaczenia
- Srebrny Krzyż Zasługi /1938/
- Medal za Długoletnią Pracę Samorządową /1938/